# Ibne Hude
Ibne Hude (dezembro de 1237 ou janeiro de 1238) foi um emir do Alandalus ativo no século XIV. Com a fragmentação do Califado Almóada do Magrebe, tomou posse de Sevilha, Córdova e Granada. Então marchou contra Algeciras e Gibraltar e fez uma campanha malograda contra Ceuta, do outro lado do estreito. Recebeu uma embaixada do califa abássida que declarou-o um servo leal e tentou fracassadamente submeter Abu Zaíde de Valência. Maomé I (r. 1232–1273), fundador da dinastia nacérida, rebelou-se em Arjona. Como resultado, Xaém, Carmona e Córdova juraram lealdade a Maomé, enquanto Sevilha foi gerida por seu cádi, que por sua vez se aliou a Maomé para combater seu inimigo em comum em 1234. Maomé sofreu reveses, mas nenhum permitiu a ibne Hude recuperar sua posição anterior à rebelião, obrigando-o a reconhecer o governo de Maomé sobre Arjona e Xaém.
Aproveitando a desordem do Alandalus, o rei Fernando III (r. 1217–1252) marchou ao sul com vários vassalos e começou a capturar territórios muçulmanos. No processo, conseguiu obrigar ibne Hude a lhe pagar tributo. Em 1235, um grupo de catalães cercou Córdova e ibne Hude marchou contra eles, embora não tenha avançado para além de Écija e então retornou para Sevilha. O pagamento anual de tributo foi um duro golpe na popularidade de ibne Hude. Foi morto em dezembro de 1237 ou janeiro de 1238 por ibne Ramaimi de Almeria.